# Серра-да-Капивара
Национальный парк Серра-да-Капивара — национальный парк в штате Пиауи на северо-востоке Бразилии. В парке находится множество памятников доисторической наскальной живописи (Педра-Фурада), которые обнаружила археолог Ньеде Гидон. По её же инициативе для сохранения изображений был создан парк. В 1991 году причислен к объектам Всемирного наследия. Площадь парка составляет 1291,4 км².
Как показывают исследования археологов, в древности Серра-да-Капивара была очень густо населена, здесь была крупнейшая в древней Америке концентрация доисторических крестьянских хозяйств.
Экологический коридор Конфусьонс-Капивара связывает национальные парки Серра-дас-Конфусьонс и Серра-да-Капивара.

## Галерея изображений

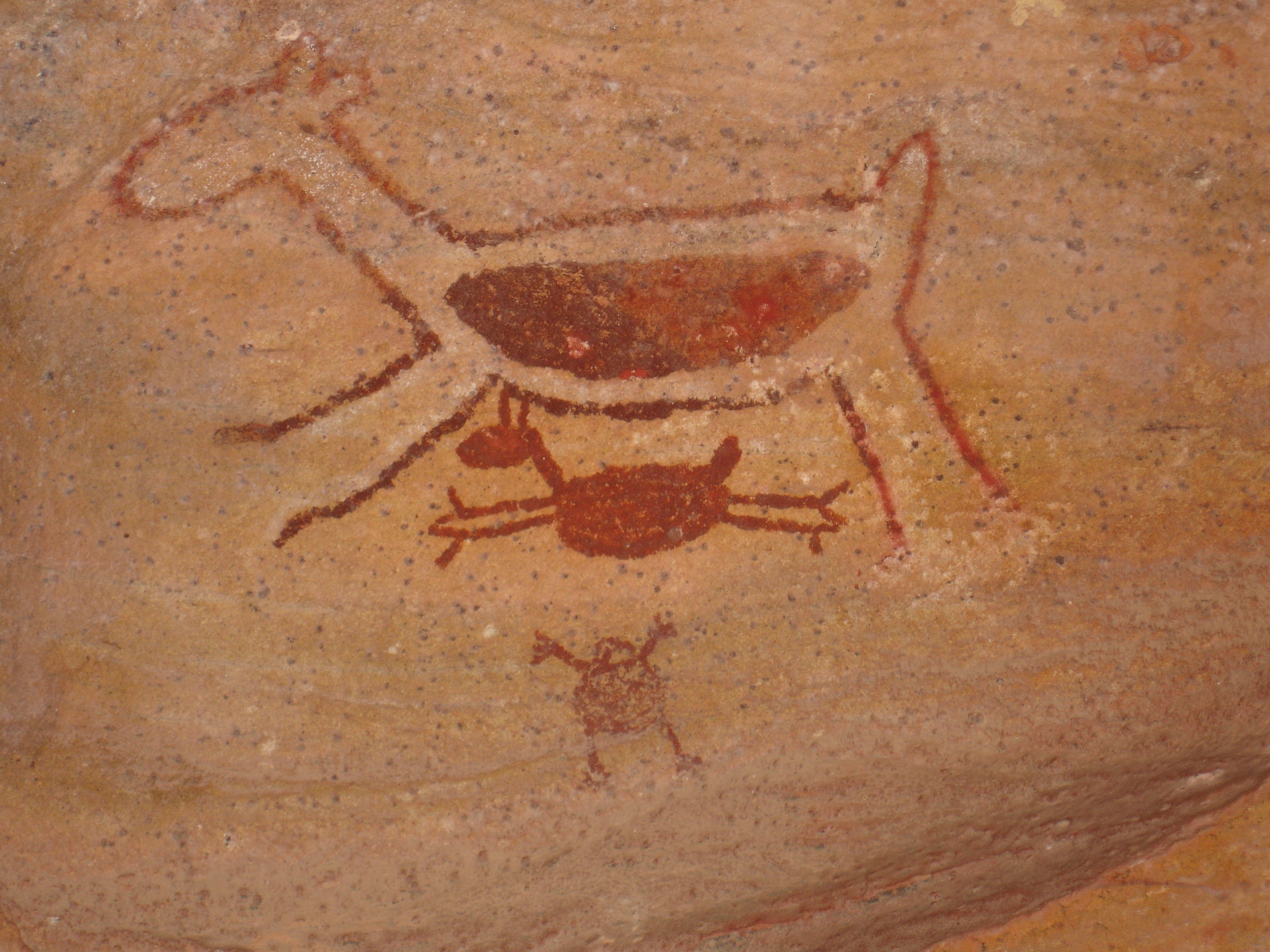
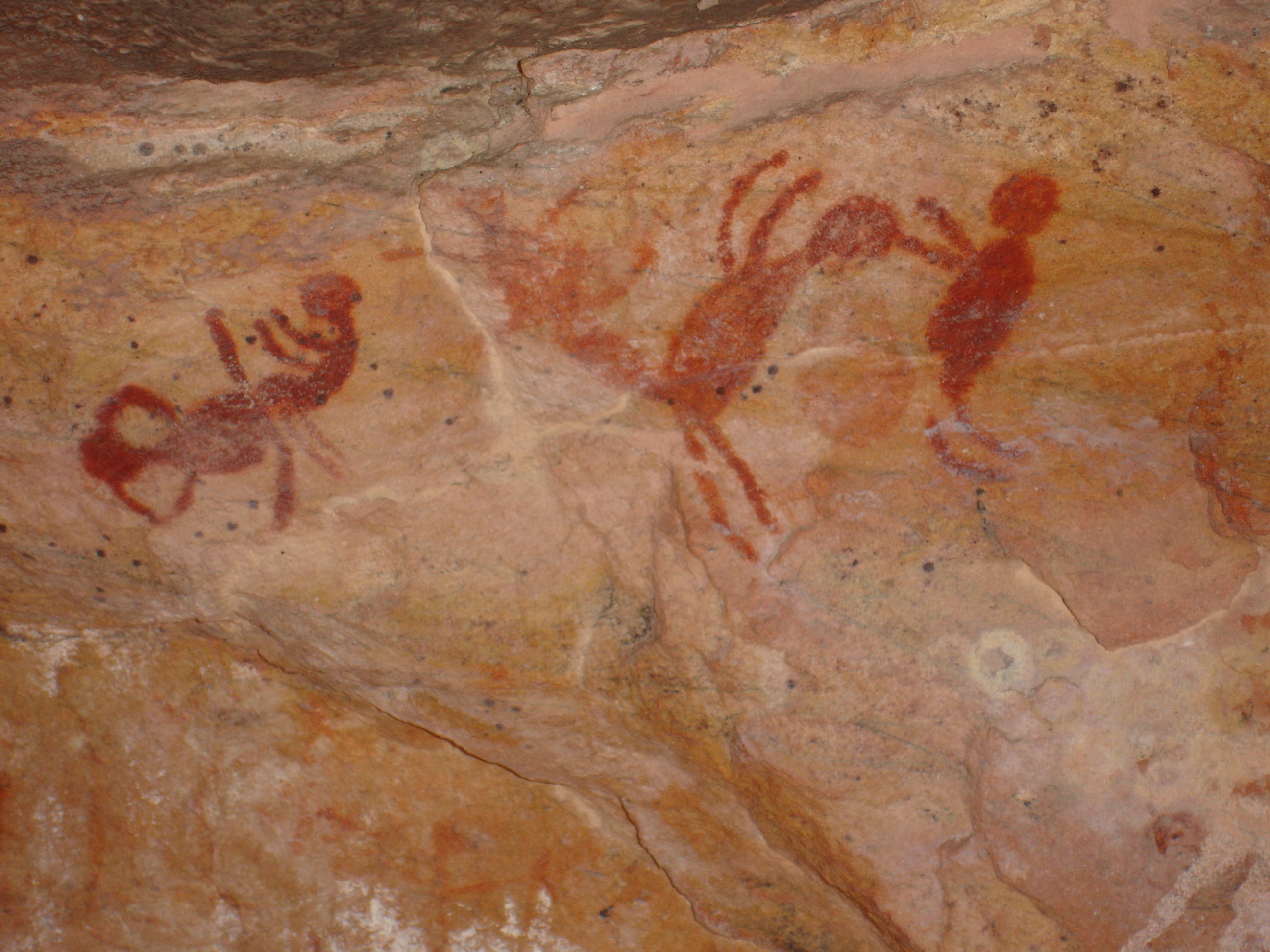
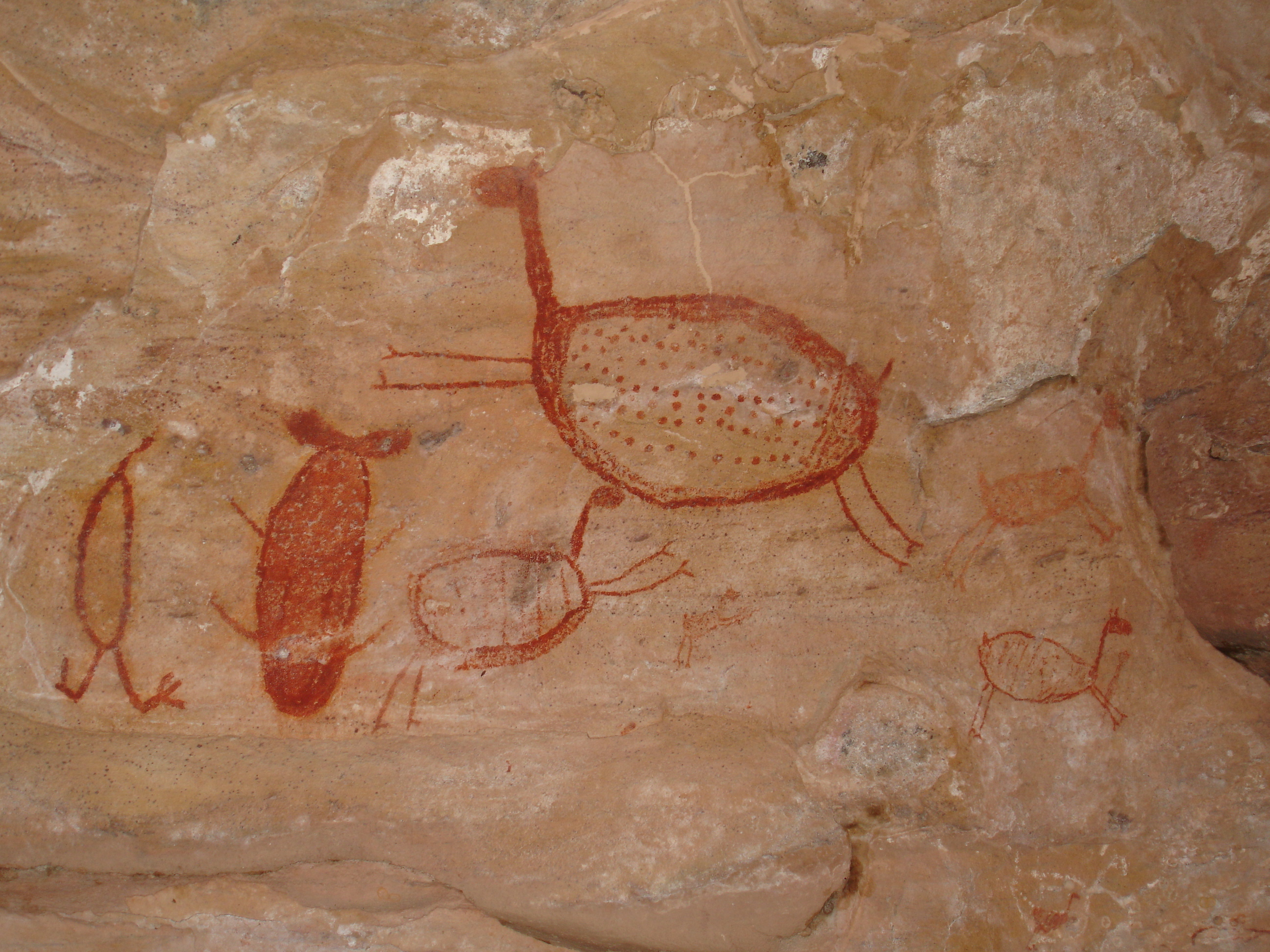